# Monte Sharp
Monte Sharp, também conhecido por Aeolis Mons, é uma montanha no centro da cratera Gale no planeta Marte. Esta montanha se eleva a 5,5 km acima do leito da cratera. A NASA nomeou esta montanha de Monte Sharp em 28 de março de 2012 em referência ao geólogo Robert Sharp (1911-2004), um planetólogo da NASA envolvido nas primeiras missões a Marte. Espera-se que o Mars rover da NASA, Mars Science Laboratory (MSL) (denominado "Curiosity"), explore o monte Sharp após uma aterrissagem planejada na cratera Gale em 6 de agosto de 2012.

## Anexos
- Lista de crateras em Marte
- Lista de montanhas em Marte
- Lista de montanhas em Marte por altura